# Ueli Gegenschatz

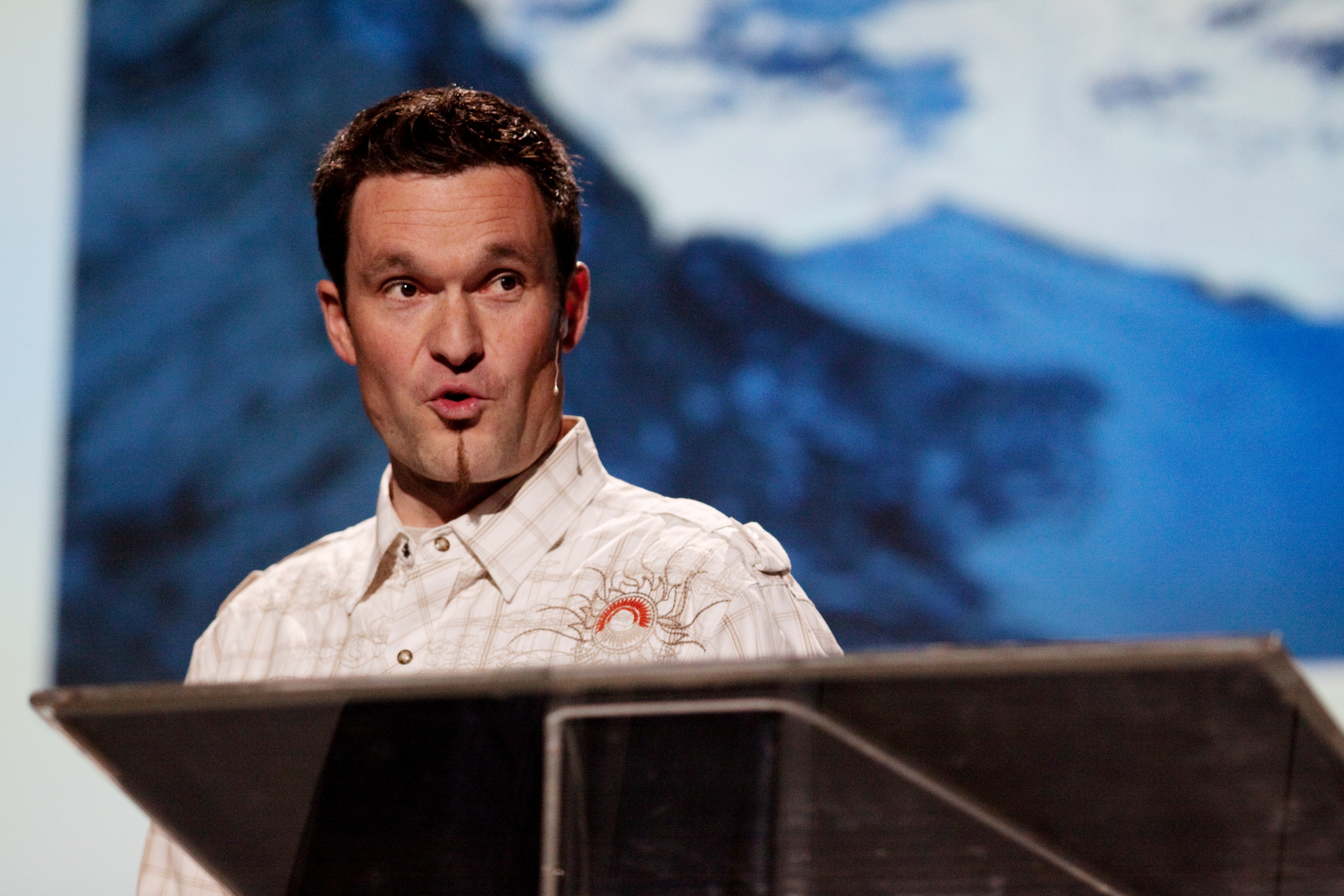
Ueli Gegenschatz auf der TED 2009

Ueli Gegenschatz (* 3. Januar 1971 im Appenzellerland; † 13. November 2009 in Zürich) war ein Schweizer Extremsportler. Er galt als der bekannteste Schweizer Base Jumper (Objektspringer), Gleitschirmflieger und Fallschirmspringer.

## Leben

### Tätigkeiten
Gegenschatz absolvierte 1989 im militärischen Vorkurs für Fernspäher  seinen ersten Fallschirmsprung. Er wurde daraufhin zwar nicht Fernspäher, doch blieb er dem Springen treu: 1990 flog er erstmals mit einem Gleitschirm und gehörte fortan als Amateur zur erweiterten Weltspitze. Er war jahrelang Mitglied des Schweizer Paragliding Teams und gründete 1995 zusammen mit Hannes Arch und Andreas Hediger das Red Bull Acro Team. 1997 vollzog er in Norwegen seinen ersten Objektsprung von einer 1000 Meter hohen Felswand. Nebenbei arbeitete er als Versicherungsberater.
Der zuletzt in Speicher beheimatete Gegenschatz galt als Idol und Pionier der Schweizer Extremsportszene. Er hielt diverse Extremsportweltpremieren. Insgesamt absolvierte er ca. 6000 Sprünge. Dabei waren ca. 1500 Objektsprünge, wobei er sich nur einmal nennenswert verletzte (Fussbruch).

### Der letzte Sprung

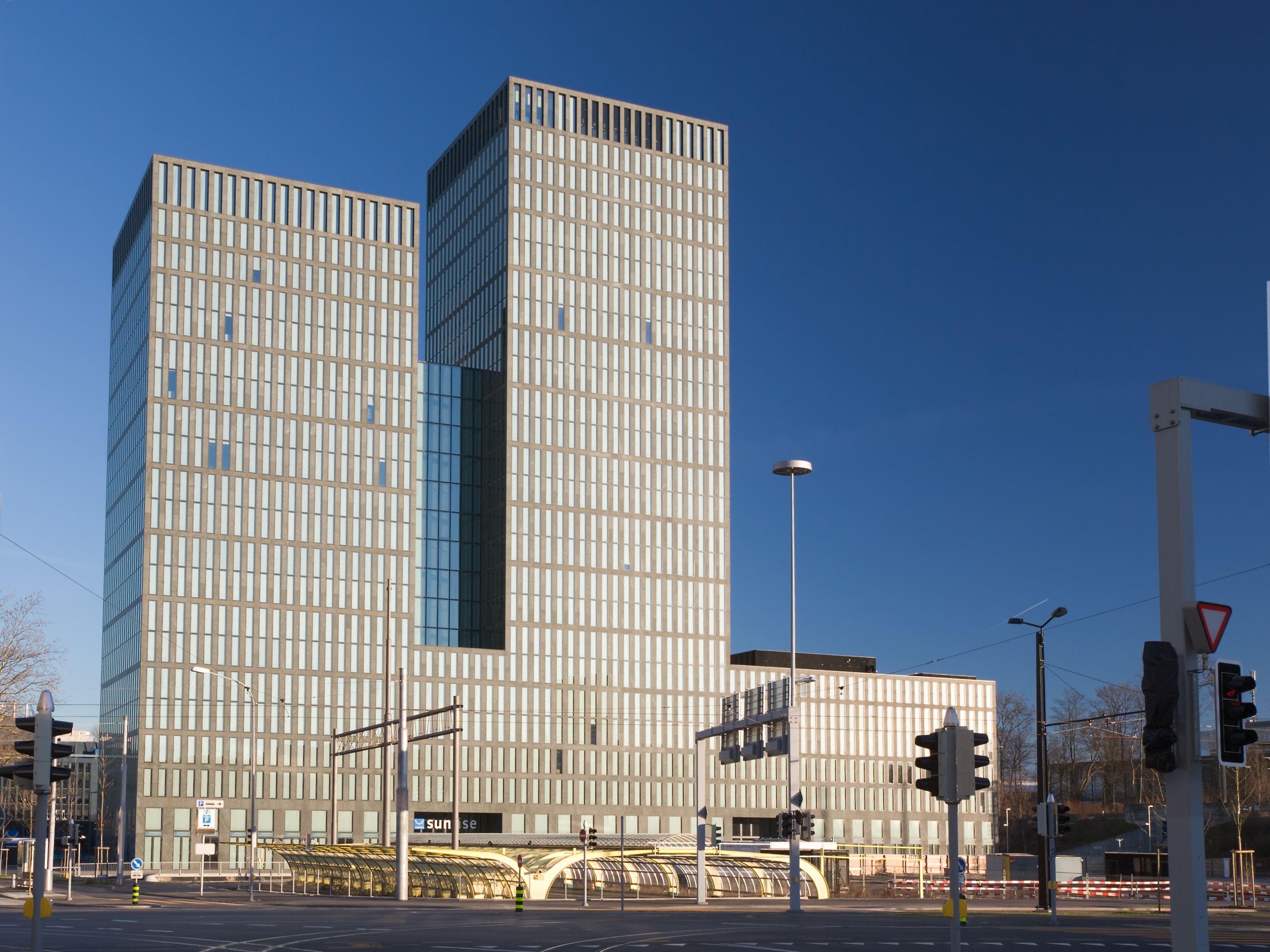
Sunrise Tower mit Sockelbau (rechts)

Am 11. November 2009 sprang Gegenschatz anlässlich eines Werbeauftritts im Auftrag von Red Bull vom 88 Meter hohen Zürcher Sunrise Tower. Dabei erfasste ihn ein Windstoss, worauf er zuerst auf eine Kante des 25 Meter hohen Sockelbaus der Türme und danach unkontrolliert auf dem Boden aufschlug. Wahrscheinlich hatte er sich beim Aufprall auf den Vorbau die Hüfte gebrochen und konnte deswegen den Aufprall auf den Asphalt nicht steuern; dadurch verletzte er sich zusätzlich am Kopf. Zunächst noch ansprechbar, erlag er zwei Tage später im Alter von 38 Jahren im Universitätsspital Zürich seinen schweren Verletzungen.
Da nur wenige Monate zuvor mit Eli Thompson ein anderer Objektspringer während Dreharbeiten für einen Promotionfilm von Red Bull tödlich verunglückt war, wurde nun Kritik an Red Bulls Marketing laut. Die Hinterbliebenen verteidigten allerdings Red Bull in einem offenen Brief, in dem sie daran erinnerten, dass der Antrieb zu dem gefährlichen Extremsport von Gegenschatz selbst ausging: „Das Basejumpen war ein Teil seines Lebens, auf den er niemals hätte verzichten wollen – auch im vollen Bewusstsein aller möglichen Konsequenzen.“
Nach dem Tod des Motocross-Fahrers Eigo Satō im Februar 2013 entstand die ARD-Dokumentation Die dunkle Seite von Red Bull (2013). Sie thematisiert den Tod von Gegenschatz und fünf weiteren von Red Bull gesponserten Extremsportlern und wirft dem Konzern vor, die Sportler bewusst allzu riskanten Aktionen auszusetzen. In dem Film erklärt der Vater eines verunglückten Sportlers, selbst ein ehemaliger Profi-Abfahrtsläufer, warum Dreharbeiten die Gefahr erhöhen können: Bei riskanten Bedingungen würde ein Sportler, wenn er allein ist, auf bessere Bedingungen am nächsten Tag warten. Wenn aber alles für den Filmdreh bereitsteht, gebe es mehr Druck, „es jetzt zu machen“. Der Sprecher der Polizei erklärte zum letzten Sprung von Ueli Gegenschatz: „Es waren böenartige Winde, und das war natürlich aufgrund dieser Situation sicher ein Risiko.“ Freunde von Gegenschatz gaben unterschiedliche Antworten auf die Frage, ob er unter dem durch den festgesetzten Termin, die Prämie von Red Bull und den Aspekt der Folgeaufträge entstandenen Druck ein Risiko eingegangen war, das er unter anderen Bedingungen vielleicht gemieden hätte.

## Bedeutende Sprünge
- 1989: erster Fallschirmsprung
- 1990: erster Gleitschirmflug

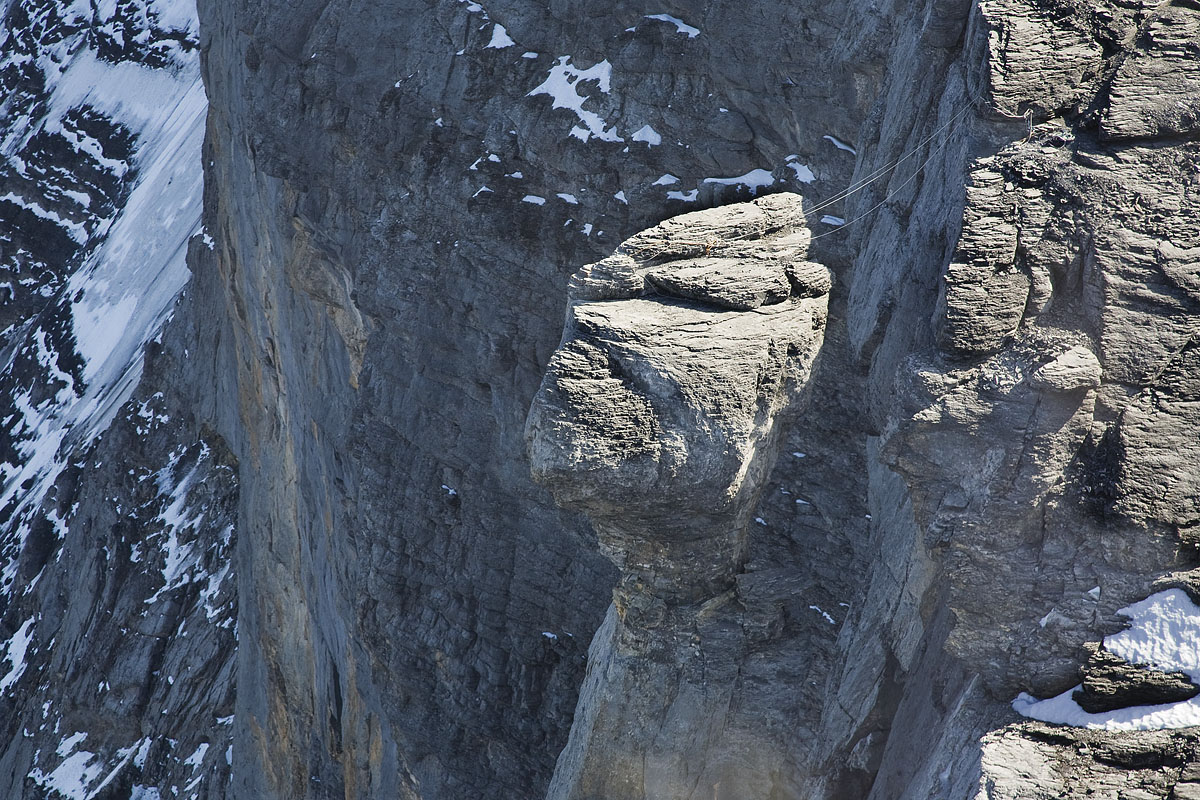
Der „Pilz“ in der Eiger-Nordwand

- 1997: erster Objektsprung in Norwegen von einer 1000 Meter hohen Klippe
- 1998: 1. Platz im Skysurf Challenge Cup in Perris, Kalifornien
- 2000: Extremhöhensprung mit Sauerstoffunterstützung (Absprunghöhe: 10.000 m ü. M., Aussentemperatur −55 °C)
- 2000: erste Person mit einem Objektsprung vom „Pilz“ („Mushroom-Rock“) in der Eiger-Nordwand
- 2002: erste Person mit einem Objektsprung vom Matterhorn (Absprunghöhe 4200 m ü. M.)
- 2002: 22 Objektsprünge von den Petronas Towers in Kuala Lumpur
- 2005: erste Person, die an einem Tag (11 Stunden und 45 Minuten) Objektsprünge vom Eiger, dem Mönch und der Jungfrau (jeweils an der höchstmöglichen Stelle) absolvierte
- 2005: 1. Platz bei den Summer Outdoor Games in Interlaken in den „Aerial Disciplines“
- 2007: erster Wingsuit-Objektsprung von Eiger und Jungfrau
- 2007: Wingsuitflug über den Popocatépetl
- 2008: 1. Platz bei den Winter Outdoor Games in Chamonix
- 2008: Objektsprung vom Eiffelturm in Paris

(Quelle:)